# آنری ایلتل
آنری ایلتل (فرانسوی: Henri Hiltl‎؛ ۸ اکتبر ۱۹۱۰ – ۲۵ نوامبر ۱۹۸۲) بازیکن فوتبال اهل فرانسه بود.
از باشگاه‌هایی که در آن بازی کرده‌است می‌توان به اشاره کرد.
وی همچنین در تیم‌های ملی فوتبال اتریش فرانسه بازی کرده‌است.